# Кайраклия (Украйна)
 Тази статия е за селото в Украйна.  За селото в Молдова вижте Кайраклия (Молдова).  
Кайраклия или Лошчиновка (на украински: Лощинівка; на руски: Лощиновка) е село в Южна Украйна, Измаилски район на Одеска област. Заема площ от 1,87 км2.

## География
Селото се намира в историческата област Буджак (Южна Бесарабия). Разположено е на 9 километра северно от град Измаил.

## История
През 1850 година в селото се открива първото еднокласно народно училище.
След поражението на Русия в Кримската война селото става част от Молдова и остава в границите на Румъния до 1879 година.
В края на 1917 година се създава Съвет на селски депутати, но на 4 февруари 1918 година войските на кралска Румъния окупират териториите около град Измаил. В окупационната зона попада и Кайраклия. След сключването на германско-съветския Пакт Рибентроп-Молотов на 28 юни 1940 година съветските войски навлизат в Бесарабия и Северна Буковина, като завземат и териториите около град Измаил. На 22 юли 1941 година селото отново попада под румънски контрол, а на 25 август 1944 година – под съветски, като е преименувано на Лошчиновка.

## Население
Населението на селото възлиза на 1350 души(2001). Гъстотата е 722 души/км2. По-голяма част от жителите са бесарабски българи.
Демографско развитие:
- 1930 – 1427 души
- 1940 – 1694 души
- 2001 – 1350 души

### Езици
Численост и дял на населението по роден език, според преброяването на населението през 2001 г.:
| Роден език | Численост | Дял (в %) |
| Общо       | 1350      | 100.00    |
| Български  | 831       | 61.55     |
| Руски      | 364       | 26.96     |
| Украински  | 81        | 6.00      |
| Молдовски  | 44        | 3.25      |
| Цигански   | 7         | 0.51      |
| Гагаузки   | 5         | 0.37      |
| Беларуски  | 1         | 0.07      |
| Други      | 17        | 1.25      |

## Личности
Родени в Кайраклия
- Райна Манджукова (р. 1970), български журналист